# Schinus gracilipes
Espèce
Synonymes
- Schinus gracilipes var. pilosus F.A. Barkley[1]

Schinus gracilipes est une espèce de plantes de la famille des Anacardiaceae.

## Liste des variétés
Selon Tropicos (12 avril 2019) (Attention liste brute contenant possiblement des synonymes) :
- variété Schinus gracilipes var. gracilipes
- variété Schinus gracilipes var. pilosa F.A. Barkley

## Publication originale
- Journal of the Arnold Arboretum 19: 257. 1938.